# Roze
Roze is een kleurnaam die zowel gebruikt wordt voor een lichte, naar wit neigende kleur rood (dus rood met een hoge intensiteit) als voor licht (intens) en verzadigd magenta. Roze kan worden gedefinieerd als een tertiaire kleur, mits daaronder ook kleuren van hoge intensiteit worden verstaan.

## Naam
De naam 'roze' is afgeleid van het Franse woord voor roos, rose. Het wordt in het Nederlands ook vaak als 'rose' gespeld, maar de correcte spellingvariant is 'roze'. Roze is een van de weinige woorden met in de uitspraak een afwijkende o, in plaats van de volle o zoals die in bijvoorbeeld 'rozen' te horen is.

## Nuances
Er zijn verschillende nuances van roze. Hieronder een voorbeeld van 'lichtrood':
Ter vergelijking een magenta van hoge intensiteit:
En een meer verzadigd magenta:
Een wat doffere variant van roze heet oudroze. Deze kleur heeft nummer 3014 in het RAL-kleurensysteem.

## Culturele betekenissen en gevoelswaarden
- Roze wordt tegenwoordig vaak als kleur gebruikt voor een baby, vooral bij meisjes. Speelgoed met als doelgroep jonge meisjes (van ongeveer 5 tot 10 jaar) is vaak roze, of in roze verpakt. Tot ongeveer de jaren veertig van de twintigste eeuw werd roze echter vooral voor jongens gebruikt, aangezien het dicht bij rood lag, een meer besliste kleur. Voor meisjes werd toen juist vaak blauw gebruikt, een kleur die beschouwd werd als delicater en vrouwelijker.[1][2][3]

- Roze wordt gebruikt als symbool voor homoseksualiteit in de vorm van een roze driehoek, een teken dat voor het eerst gebruikt werd door de nazi's en uitgroeide tot een geuzenteken.
- Oudroze wordt in de Rooms-Katholieke Kerk als liturgische kleur gebruikt op zondag Gaudete en zondag Laetare.

## In de taal
- De kleur roze komt voor in enkele standaarduitdrukkingen, zoals op een roze wolk leven en door een roze bril kijken. Dit betekent in het algemeen dat bepaalde personen of zaken als mooier of beter worden gezien dan ze in werkelijkheid zijn.
- Het rijbewijs wordt in het Nederlands ook wel "roze papiertje" genoemd, naar de kleur van de oude rijbewijzen in België en Nederland.